# Norbertine Bresslern-Roth
Norbertine von Bresslern-Roth (* 13. November 1891 in Graz; † 30. November 1978 ebenda) war eine österreichische Malerin und Grafikerin.

## Leben
Norbertine Roth wuchs in Graz, in der Klosterwiesgasse auf. Ihre Mutter Aloisia Roth war die Tochter eines Reitschulbesitzers aus Wien-Leopoldstadt. Norbertines künstlerische Begabung wurde bereits in der Volksschule von ihrem Lehrer erkannt, der sich dafür einsetzte, dass sie von 1907 an am Zeichen- und Malunterricht der steirischen Landeskunstschule unter deren Leiter Alfred Schrötter unentgeltlich teilnehmen durfte. Während der Sommermonate der Jahre 1909 und 1910 besuchte sie die Tiermalschule in Dachau bei München unter Hans von Hayek. 1911 verließ Norbertine Roth Graz, um bei Professor Ferdinand Schmutzer an der Wiener Kunstakademie zu studieren. Auch Schmutzer war vom Talent der jungen Künstlerin so beeindruckt, dass er sie bereits nach einem Jahr in sein Atelier an der Akademie aufnahm, obwohl Frauen erstmals 1921 offiziell an der Wiener Kunstakademie studieren durften.
Bereits 1912 erhielt sie als erste Ehrung von ihrer Heimatstadt die Silbermedaille der Stadt Graz. Nach einer erfolgreichen Ausstellung in der Wiener Secession 1916 kehrte sie nach Graz zurück, um sich als freischaffende Künstlerin niederzulassen. Mit der ersten „Norbertine Roth Sonderausstellung“ (1918), zeitgleich mit dem Ende des Ersten Weltkrieges, konnte sie sich in Graz, ihrer Heimatstadt, über großen Erfolg erfreuen. 1918 heiratete sie Georg Ritter von Bresslern († 1952).
In den 1920er Jahren beschäftigte sie sich als eine der ersten Frauen intensiv mit dem neuartigen drucktechnischen Verfahren des Linolschnittes. Von 1921 bis 1952 schuf sie in dieser Technik zahlreiche Tierdarstellungen.
Den Nibelungen-Text von Franz Keim, der bereits 1909 im Wiener Verlag Gerlach & Wiedling erschienen war, schmückte sie mit ihren Illustrationen im Jahr 1924 in einer schwarz-weiß-Fassung aus. Das Büchlein im Format 12 × 15 cm erschien im Deutschen Verlag für Jugend und Volk, Wien/Leipzig in der Reihe „Volksschatz“ und wurde herausgegeben von der Prüfstelle des Stadtschulrates für Wien.
Sie hatte ihr Atelier in der Langegasse 26 in Graz, wo man jetzt eine Gedenktafel an der Hausfront sehen kann.
1928 unternahm Bresslern-Roth eine Nordafrikareise, welche sie zu zahlreichen Tierdarstellungen veranlasste, die teilweise den Charakter von Studien aufweisen. Später holte sie sich weitere Anregungen in europäischen Tierparks. Daneben illustrierte sie auch Kinderbücher und schuf Gobelins und Elfenbeinminiaturen.
1932 erhielt Norbertine von Bresslern-Roth den „Professorentitel“ verliehen.
Während der NS-Zeit blieb sie mit ihrem Mann zusammen, der unter der NS-Gesetzgebung als „Halbjude“ eingestuft war.
1951 wurde sie Ehrenpräsidentin des 1946 wiedergenehmigten Steirischen Kunstvereins.

## Wirken
Norbertine von Bresslern-Roth gilt weltweit als bedeutende Tiermalerin, vor allem aufgrund ihrer späteren Werke, die weniger studien- als vielmehr künstlerischen Charakter aufweisen. Mit ihren Linolschnitten positionierte sie sich im internationalen Kunstgeschehen. Sie erreichte mit ihren Darstellungen auch eine große Breitenwirkung. 1952 wurde eine Ausstellung ihrer Werke in Graz von 10.000 Personen besucht.
Werke von Bresslern-Roth sind unter anderen im Besitz der Neuen Galerie Graz und der Sammlung der Landeshauptstadt Graz. Bresslern-Roths Gemälde Die Störche war im Besitz des Zeitungsherausgebers Hans Dichand.

## Werke (Auswahl)
- Gemälde:
  - Sterbender, von Pfeilen durchbohrter Löwe (ca. 1928)
  - Schneeleopard (1939)
  - Verfolgung (1941)

- Grafiken:
  - Windhunde (1925)
  - Blaukehlchen (1922)
  - Leopardenjagd (1927)

- Kinderbücher:
  - Die Nibelungen. Dem deutschen Volke wiedererzählt. Text von Franz Keim  (1924)
  - Im Zoo (1944)
  - ABC (Graz, Kienreich, 1946)
  - Die Wiese (1948)
  - Professor Wüsstegern (Kinderbuchreihe, 1943/44)
  - Heini und Anneli (Schweizerfibel)

## Auszeichnungen (Auswahl)
- 1912: Silber-Medaille der Stadt Graz
- 1921: Österreichischer Staatspreis
- 1922: Gold-Medaille der Stadt Graz
- 1934: Ehrenpreis der Stadt Wien
- 1936: Österreichischer Staatspreis
- 1971: Würdigungspreis des Landes Steiermark für bildende Kunst
- 1972: Ehrenring der Landeshauptstadt Graz

## Ausstellungen
Von 26. Oktober 2016 bis 17. April 2017 wurde in der Neuen Galerie Graz des Universalmuseum Joanneum eine umfassende Retrospektive über das Werk der Künstlerin gezeigt.